# Rochebonne (quartier)
Pour les articles homonymes, voir Rochebonne.
Rochebonne est un quartier de Paramé, sur le territoire de la commune de Saint-Malo, en Bretagne (France). Nom donné initialement à une pointe située à l'est de Saint-Malo laquelle est reliée par une longue plage de 2 kilomètres. Sur cette pointe se trouvent les vestiges d'une ancienne enceinte médiévale lotie dès le milieu du XIXe siècle et le phare de Rochebonne. Une digue du même nom, longeant la plage, relie Rochebonne au Sillon et à la vieille ville de Saint-Malo intra-muros.

## Galerie

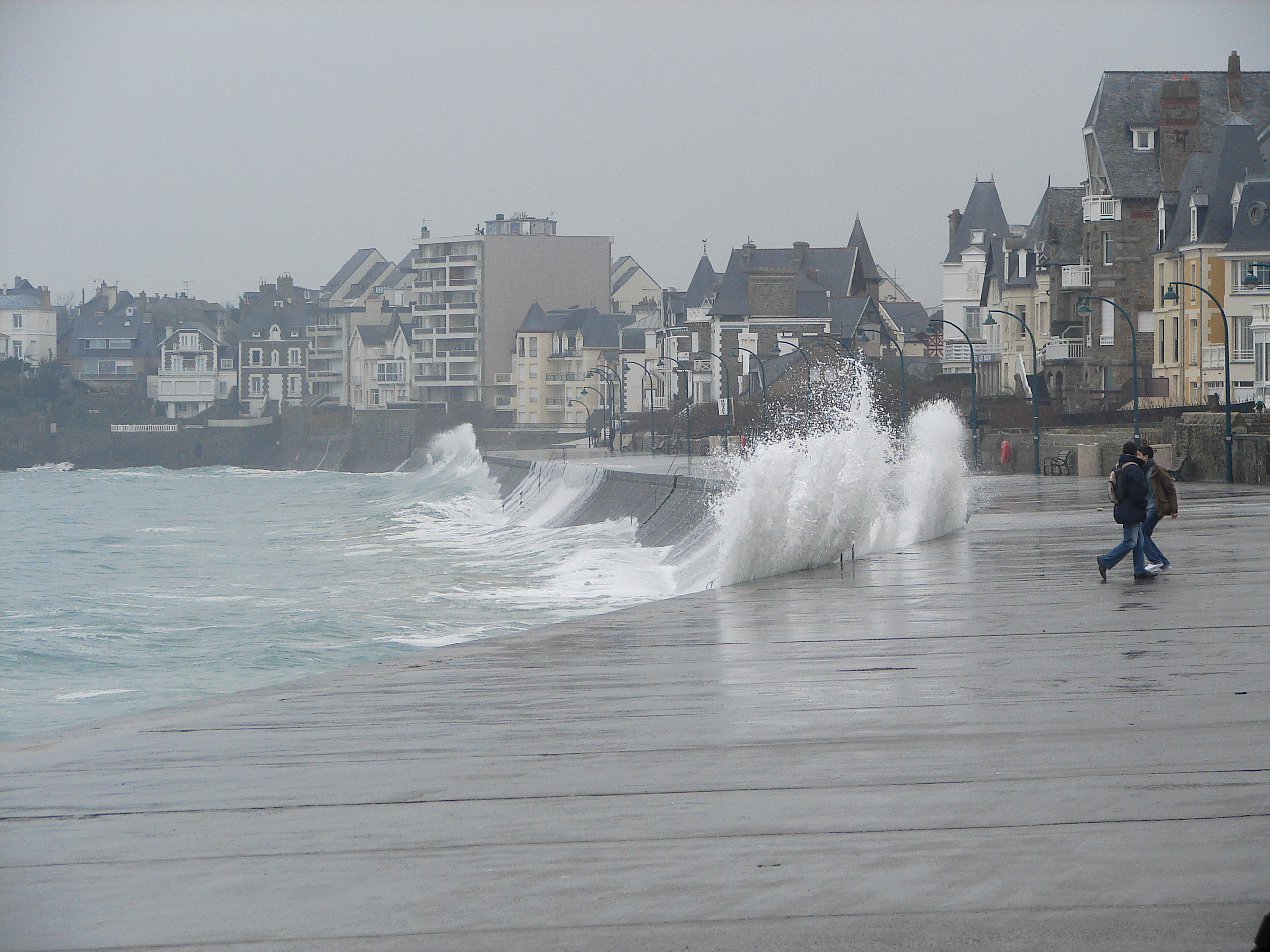
Digue de Rochebonne à marée haute.